# Landkirchen (Ravnsborg)

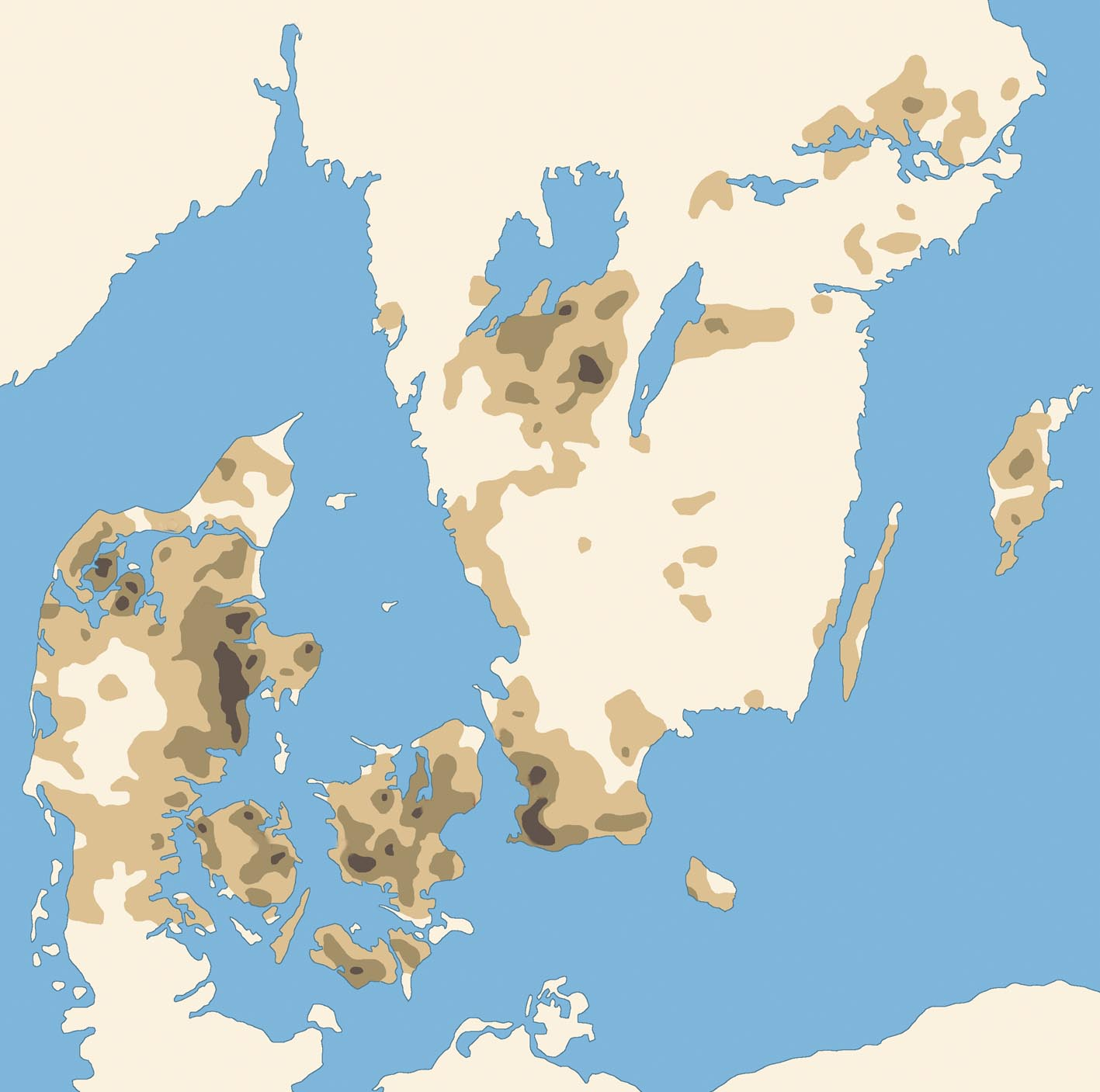
Dichte frühmittelalterlicher Landkirchen in Dänemark und Südschweden. Die Brauntöne bezeichnen die durchschnittlichen Abstände: dunkel unter 2,5 km, mittel 2,5–5 km und hell 5–7,5 km

Die zwölf Landkirchen von Ravnsborg auf der dänischen Insel Lolland sind eine durch Krieg und andere Einwirkungen wenig betroffene Gattung meist mittelalterlicher Kirchen mit überraschend individueller nordischer Architektur und Ausgestaltung in der Ravnsborg Kommune im äußersten Nordwesten der Insel. 

## Birket
Die gelbgekälkte und rot gedeckte Hallenkirche liegt am Lyngmosevej 15, nahe dem höchsten Hügel Lollands und hat eine Reihe spätgotischer Kalkmalereien. Die kleine Orgel baute Knud (1842–1894), der Sohn des berühmten Orgelbauers Peter Mortensen Gudme (1806–1887). Ihr Altar, den Benedikt Dreyer gestaltete, befindet sich im Statens Museum for Kunst in Kopenhagen. Der auf Lolland einzigartige, um 1350 errichtete und damit älteste erhaltene hölzerne, schwarze Kirchturm, steht etwas abseits auf einem Grabhügel. Im Chorgewölbe gibt es Bruchstücke alter Fresken. Ein Taufbecken aus dem 12. Jahrhundert mit Relief im gotländischen Stil, hat sein Gegenstück in der Klosterkirche von Ystad in Schweden.

## Fejø
Am Strand der gleichnamigen Insel gelegen, die zum Verband dänischer Kleininseln gehört, ist die weiße Kirche dem St. Nikolaus geweiht. Die gedrungene vielleicht bereits aus dem 13. Jahrhundert stammende Kirche hat ein Altarbild und eine Kanzel aus dem 16. Jahrhundert, die ein unbekannter Meister schnitzte, der auch als Schöpfer anderer Altäre auf Lolland gilt.

## Femø
Auf der gleichnamigen Nachbarinsel gelegen ist ebenfalls St. Nikolaus geweiht. Der spätgotische mit Kalkmalerei ausgestaltete Bau wurde aus Back- und Feldsteinen errichtet, der Turm wurde später angefügt. Die Kanzel stammt vermutlich von 1580 und gilt als die älteste der 12 Kirchen.

Landkirchen von Ravnsborg
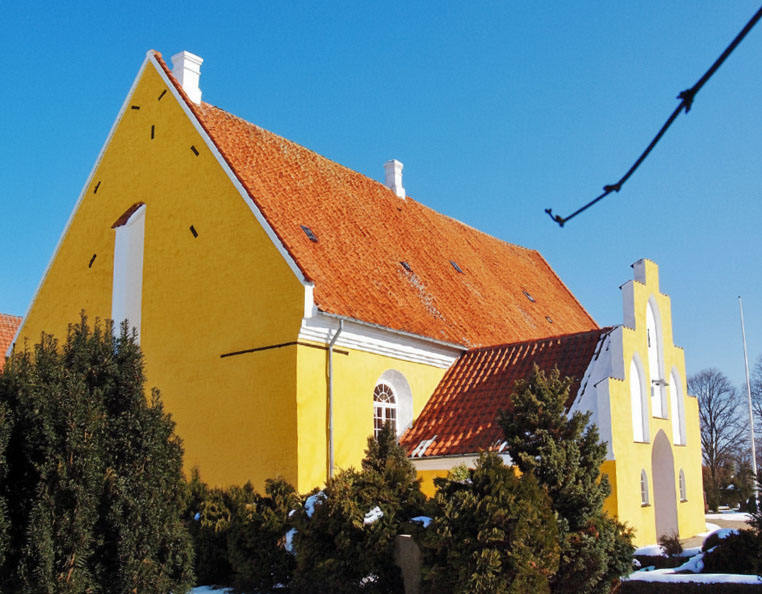
Birket Kirke
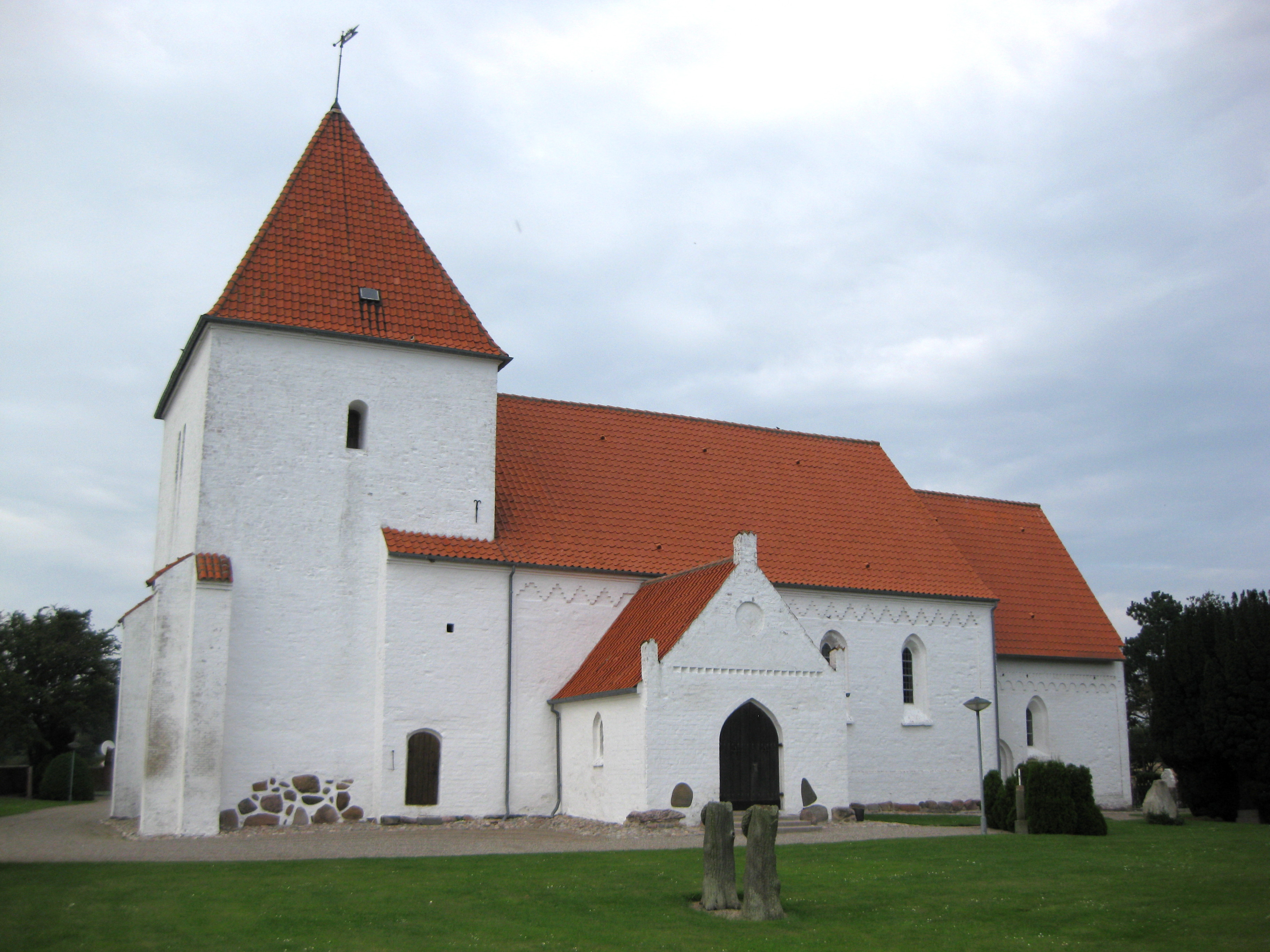
Fejø Kirke
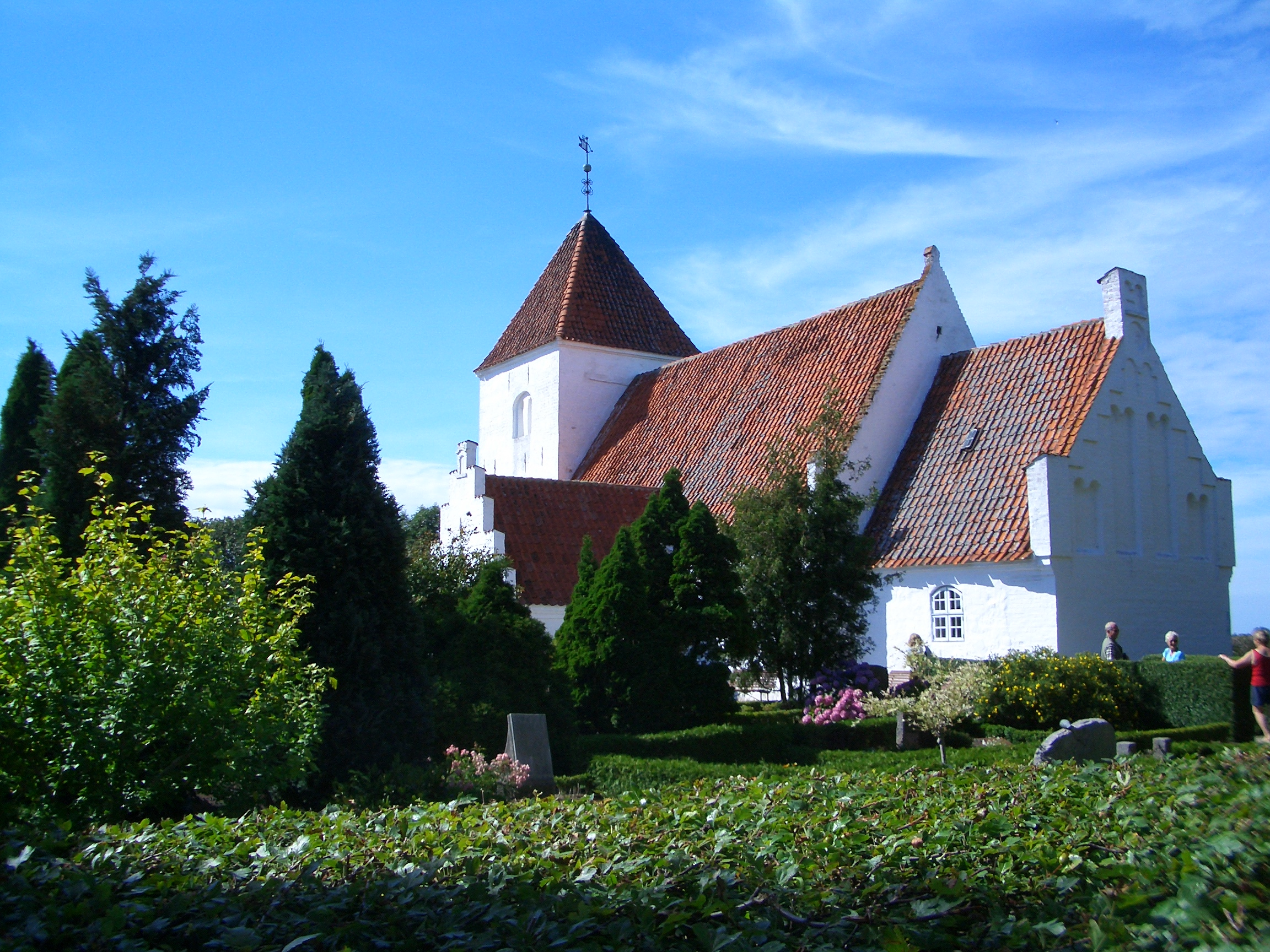
Femø Kirke
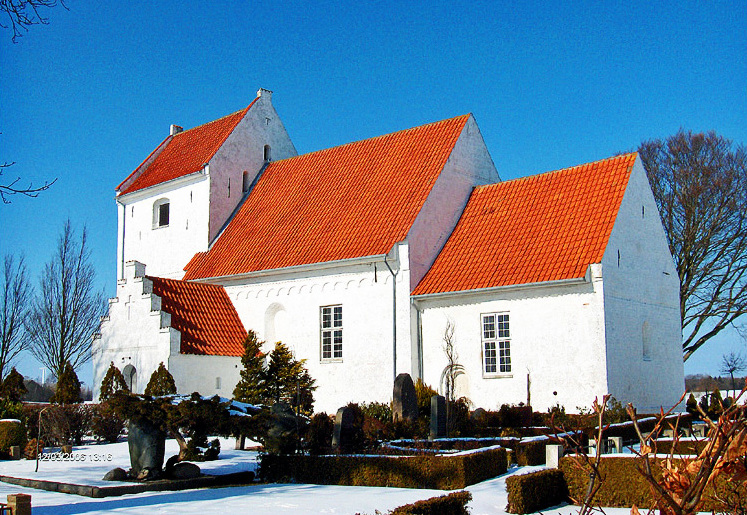
Herredskirke
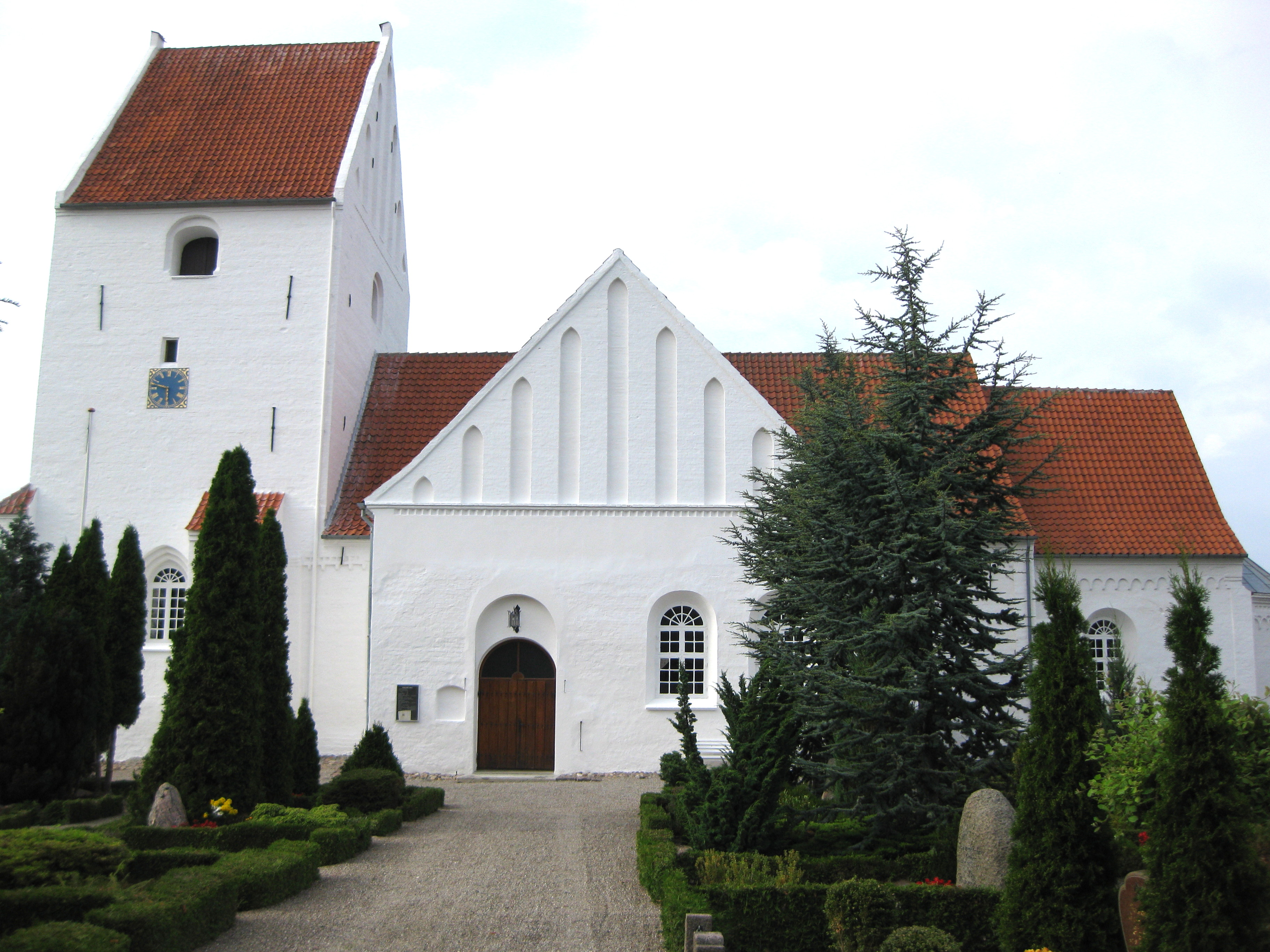
Horslunde Kirke
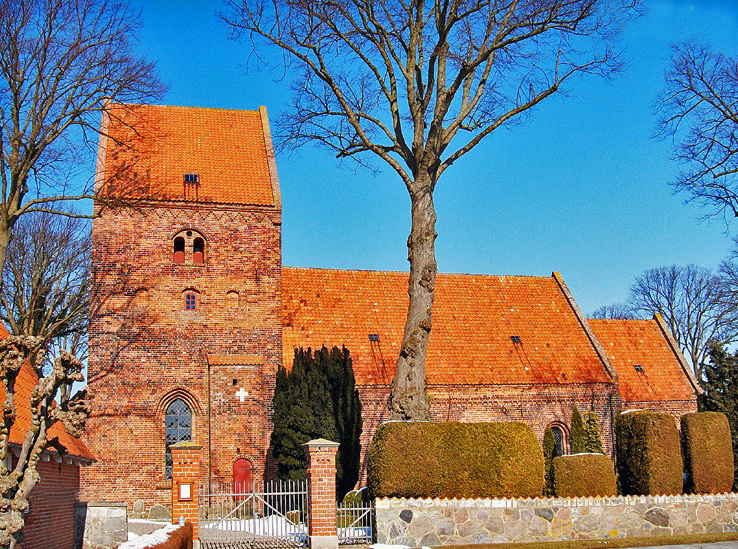
Købelev kirke
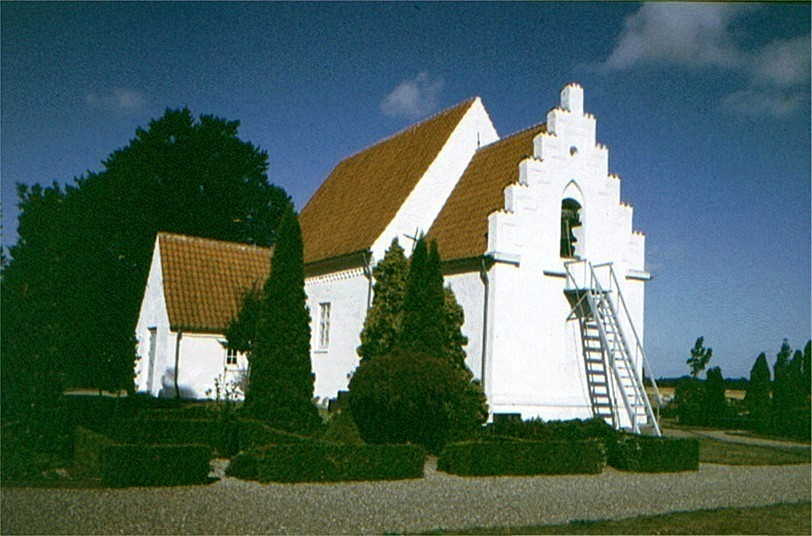
Løjtofte Nordkirche
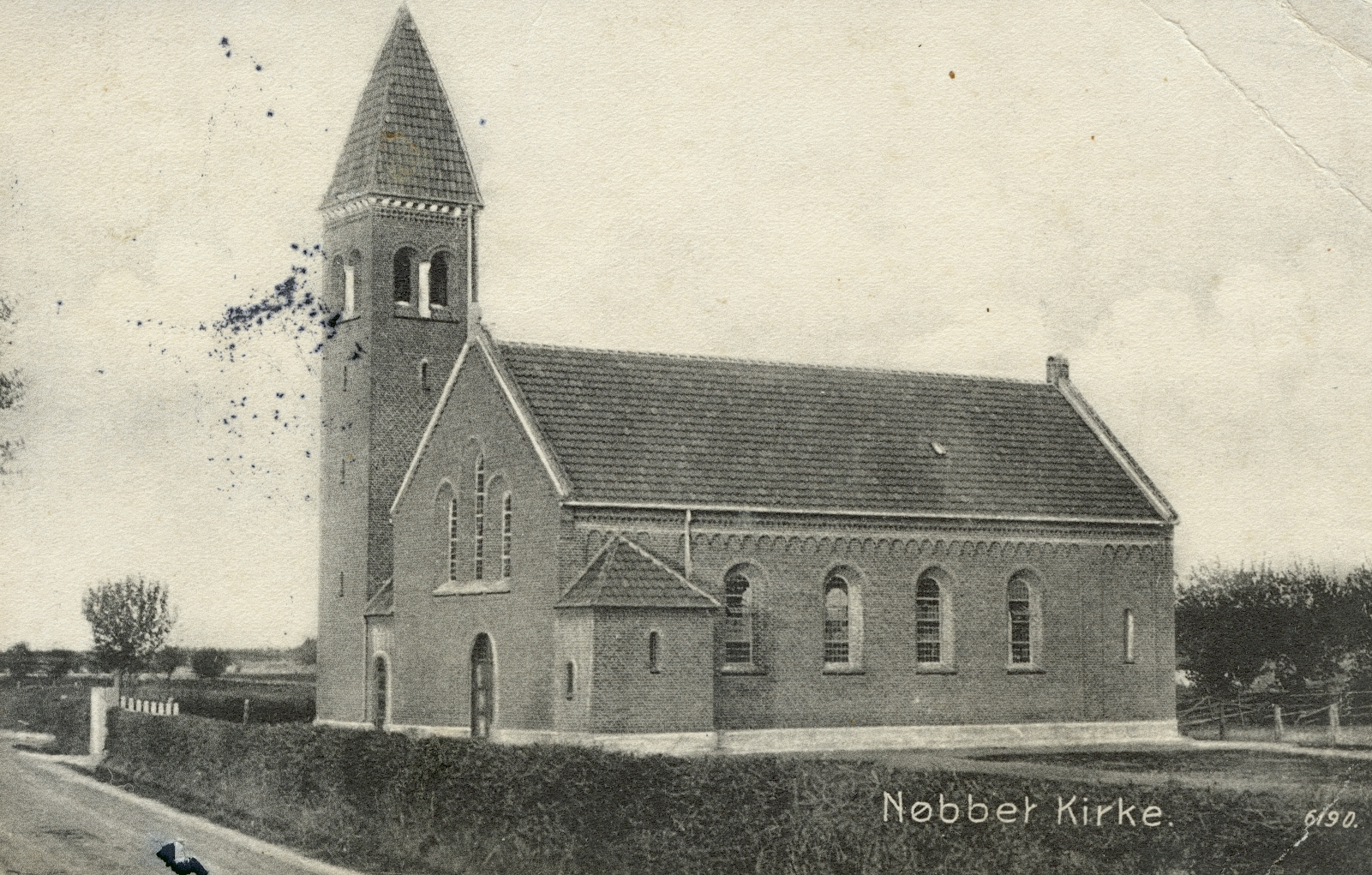
Historische Postkarte der Noebbetkirke
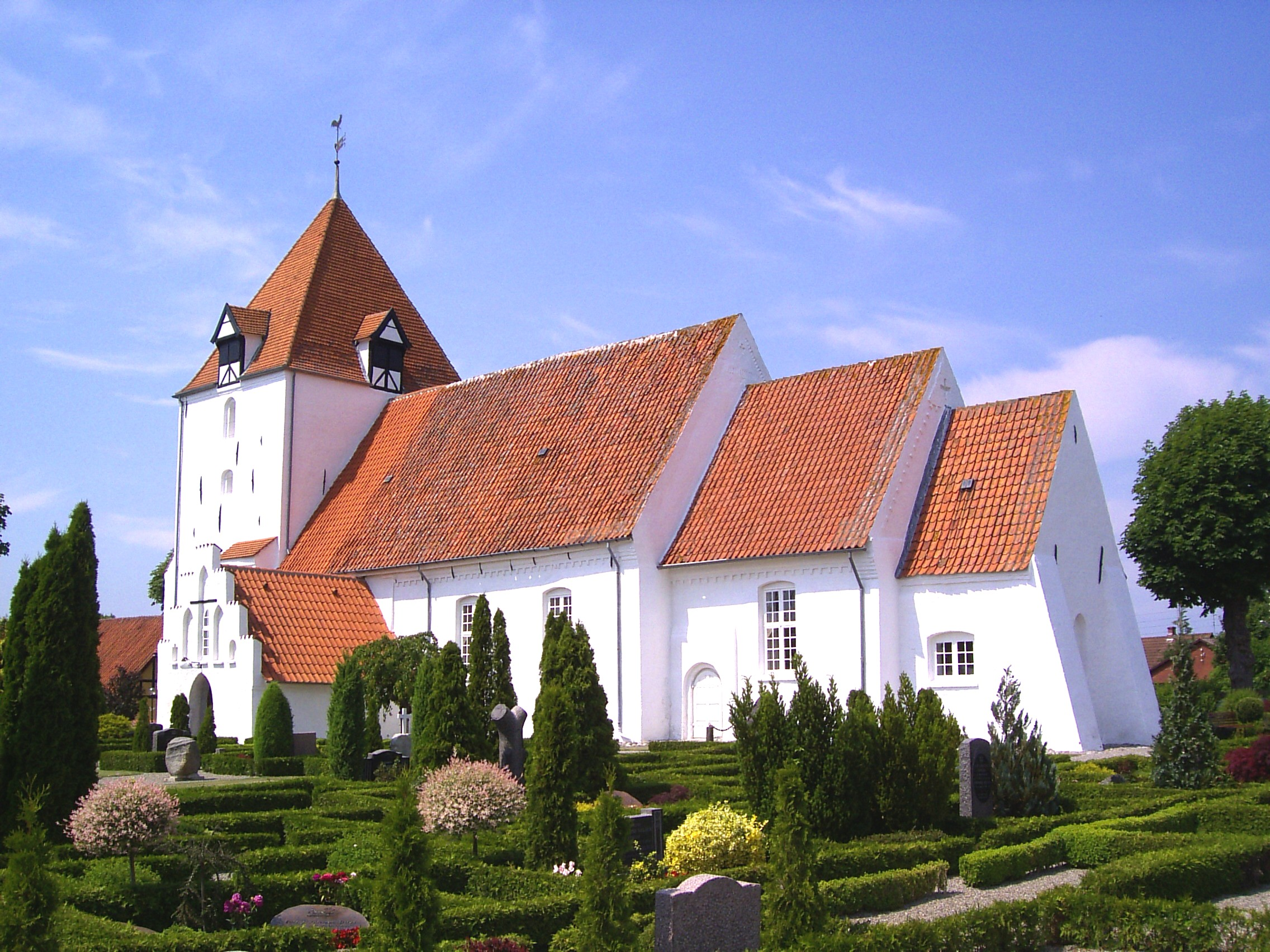
Sandby Kirke

## Herredskirke
Die vermutlich älteste, von 1284 stammende romanische Kirche von Ravnsborg, hat wohl zunächst im Zentrum der lokalen Aktivitäten in Nordwestlolland gestanden. Über dem Chorbogen ist eine sehenswerte Schnitzerei angebracht.

## Horslunde
Die ursprünglich romanische, aber oft umgebaute, Sankt Hans (Mittsommerfest) geweihte Kirche ist die größte der Gemeinde Ravnsborg und vom nahe gelegenen Sitz der Familie Reventlow aus Ålstrup geprägt, deren Grabkapelle sich im Turm befindet. Die Familie Reventlow gehört zum dänisch-deutschen Uradel. Auf der Kanzel von 1594 und dem Taufbecken findet sich das Familienwappen derer von Reventlow und Holstein-Ledreborg. Der einstige dänische Ministerpräsident Christian Ditlev Reventlow (1748–1827) ist auf dem Friedhof beerdigt.

## Købelev
Der elegante rote Ziegelbau ist St. Nikolaus geweiht und sehr auffällig. Das einfache Taufbecken ist aus gotländischem Sandstein, das Altarbild stammt von Christoffer Wilhelm Eckersberg. Die Orgel der Kirche ist eine von vielen Gudme-Orgeln, die man noch findet. Eine der Kirchenbänke von 1646 gehörte Otte Jensøn Kuld, dem Führer des Widerstandes während der Schwedenkriege. Auf dem Friedhof liegen die beiden Ehefrauen von Bischof Rasmus Møller (1763–1842), die die Mütter der Dichter Poul Martin Møller (1794–1838) und (aus erster Ehe) Christian Winther (1796–1876) waren.

## Løjtofte
Die mitten im Dorf gelegene Kirche ist die epigonalste der zwölf Kirchen. Auch ihr Taufbecken ist aus gotländischem Sandstein und ein Kleinod unter den Taufbecken Dänemarks. Der Stuhl des Küsters stammt von 1575. Das originale Altarbild befindet sich ebenfalls im Statens Museum for Kunst in Kopenhagen.

## Nøbbet
Die rote Ziegelsteinkirche ist die jüngste. Sie wurde erst 1908 eingeweiht. Der Chor hat ein Gewölbe während das Schiff eine Balkendecke hat. Der Turm, der sonst stets axial liegt, ist hier zur Nordwestecke verschoben angeordnet.

## Nordlunde
Die typische Flächenstrukturierung der Backsteingotik mit dem Wechsel von roten Ziegeln  und gekalkten Wandflächen verleiht der turmlosen straff aufstrebenden Kirche ihr Gepräge. Reich verziertes Mauerwerk schmückt besonders den Chorgiebel. Ihr gotländisches Taufbecken stammt von 1250. Das Altarbild befindet sich ebenfalls im Statens Museum for Kunst in Kopenhagen. Das derzeitige stammt von 1864.

## Utterslev
Die ansehnliche weißgekälkte Kirche liegt mitten im Dorf. Sie hat auf Chor und Schiff ein Backsteinfries. Das von 1618 stammende Renaissancealtarbild ist aus Eichenholz. Auch die Kanzel stammt aus dem 17. Jahrhundert und zwar aus der Werkstatt von Abel Schrøder.

## Sandby
Einen großen gotischen Turm und ein romanisches Schiff und einen ebensolchen Chor hat die Kirche mit der schönsten aller Ravnsborger Kanzeln. Sie stammt von Hans Gudewerth dem Jüngeren, aus dessen Werkstatt auch Teile des Altarbildes stammen. Die Kirche hat als einzige eine Krypta unter dem Chor.

## Vindeby
Die jüngste der spätromanischen Kirchen Ravnsborgs in Horlunde, die von ihrem massigen Turm geprägt wird, ist weißgekälkt, steht mitten im Dorf und ist St. Andreas geweiht. Das aparte Altarbild zeigt die Evangelisten und Christus mit der Weltkugel und stammt von einem unbekannten insularen Meister. Das polygone Taufbecken ist neuneckig. Ein vorreformatorisches Flügelaltarbild befindet sich über dem Chorbogen und die Wände zeigen Reste von Kalkmalereien.